# Mostova Farø
Mostovi Farø (dansko Farøbroerne) sta dva cestna mostova, ki povezujeta otoka Falster in Zelandijo na Danskem prek majhnega otoka Farø, ki je približno na sredini poti čez preliv Storstrømmen. Manjši most iz Farøja omogoča dostop do Bogøja in od tam do otoka Møn.

## Zgodovina
Mostova Farø je 4. junija 1985 odprla kraljica Margareta II. Zgradili so ju zaradi vse večjih težav z zastoji na starem mostu Storstrøm iz leta 1937.

## Oblikovanje
Visoki (južni) most prečka Storstrømmen med Falsterjem in Farøjem. Je most s poševnimi zategami. Most je dolg 1726 metrov, najdaljši razpon je 290 metrov, največja oddaljenost od morja pa 26 metrov, nanizan na 95,14 metra visokih pilonih, ki je bil dokončan leta 1984. Bil je eden prvih kabelskih mostov v Skandinaviji (prvi je bil most Strömsund). Dva Pilona, ki podpirata razpon, sta v obliki diamanta in se dvigata iz ene same točke na obe strani cestišča, nato pa se združita v eno točko nad središčem mostu. Na sredini vozišča je samo ena vrsta visečih kablov.
Nizek (severni) most prečka Kalvø Strøm med Farøjem in Zelandijo. Gre za gredni most. Most je dolg 1596 metrov, najdaljši razpon je 40 metrov, največja oddaljenost od morja pa 20 metrov.
Gradnjo je prevzel konzorcij Campenon Bernard, Højgaard & Schultz, Kampax, Monberg & Thorsen ter Polensky & Zöllner.

## Poti
Mostovi vodijo združeno pot E47 do Lollanda in pot E55 do Falsterja iz Københavna in Helsingørja, ki se obe nadaljujeta v celinsko Evropo s trajektom. Bodoči prehod iz Lollanda bo povezava Fehmarn Belt Fixed Link prenesla promet v Nemčijo in nadomestila trajekt.